# Источни Тимор на Летњим олимпијским играма 2016.
Источном Тимору је ово било четврто учешче на Летњим олимпијским играма као самостална земља. На Олимпијским играма у Рио де Жанеиру 2016. учествовао је са троје спортиста (1. мушкарац и 2 жене), који су се такмичили у индивидуална спорта.
На овим Играма, Источни Тимор је први пут поред атлетике учествовао и у неком другос спорту.
Заставу Источног Тимора на свечаном отварању Летњих олимпијских игара 2017. носила је бициклисткиња Франселина Кабрал.
На овим Иргама представници Источног Тимора нису освојили ниједну медаљу, па су и даље остали у групи земаља које до данас нису освојили ниједну медаљу.

## Учешће Источног Тимора по спортовима
| Спорт      | Мушкарци | Жене | Укупно |
| ---------- | -------- | ---- | ------ |
| Атлетика   | 1        | 1    | 2      |
| Бициклизам | 0        | 1    | 1      |
| Укупно (2) | 1        | 2    | 3      |

## Резултати по спортовима

### Атлетика

#### Мушкарци
| Атлетичар      | Дисциплина | Лични рекорд | Квалификације | Квалификације | Полуфинале       | Полуфинале       | Финале           | Финале       | Детаљи |
| Атлетичар      | Дисциплина | Лични рекорд | Резултат      | Место         | Резултат         | Место            | Резултат         | Место        | Детаљи |
| -------------- | ---------- | ------------ | ------------- | ------------- | ---------------- | ---------------- | ---------------- | ------------ | ------ |
| Аугусто Соарес | 1.500 м    | 4:13,73      | 4:11,35 ЛР    | 12. у гр. 2   | Није се пласирао | Није се пласирао | Није се пласирао | 40./ 40 (43) |        |

#### Жене
| Атлетичар      | Дисциплина | Лични рекорд | Квалификације | Квалификације | Полуфинале        | Полуфинале        | Финале            | Финале       | Детаљи |
| Атлетичар      | Дисциплина | Лични рекорд | Резултат      | Место         | Резултат          | Место             | Резултат          | Место        | Детаљи |
| -------------- | ---------- | ------------ | ------------- | ------------- | ----------------- | ----------------- | ----------------- | ------------ | ------ |
| Нилија Мартинс | 1.500 м    | 4:58,80      | 5:00,53       | 13. у гр. 3   | Није се пласирала | Није се пласирала | Није се пласирала | 41./ 41 (42) |        |

### Бициклизам
Источни Тимор је добио позив од трипартитне комисије за пошаље једну бициклисткињу у брдском бициклизму, означавајући деби нације у спорту ван атлетике. Претходно, су се двојица спортиста Источног Тимора такмичила у дизању теговау и боксу као независни учесници под олимпијском заставом док су чекали признавање њиховог националног олимпијског комитета.

#### Жене
| Бисиклисткиња     | Дисциплина          | Време            | Пласман       | Детаљи |
| ----------------- | ------------------- | ---------------- | ------------- | ------ |
| Франселина Кабрал | Крос контри за жене | LAP (-5 кругова) | 28. / 28 (29) |        |